# Udo F. Meißner
Udo Fritz Meißner (* 1940 in Düsseldorf) ist ein deutscher Diplom-Bauingenieur, Beratender Ingenieur und Universitätsprofessor für Mechanik, Numerische Methoden und Informatik im Bauwesen.

## Beruflicher Werdegang
Meißner schloss im Jahre 1967 an der TH Hannover sein Studium des Bauingenieurwesens mit der Vertiefungsrichtung Konstruktiver Ingenieurbau ab. Danach war er als Mitarbeiter im Ingenieurbüro Wilhelm H. Bung, Heidelberg beim Entwurf von Spannbetonbrücken tätig. Seine Promotion zu nichtlinearen Problemen der Schalenstatik mit der Methode der Finiten Elemente erfolgte 1971 an der TU Hannover unter Betreuung von Dieter Withum,
Ordinarius des Lehrstuhls für Strömungsmechanik mit der Abteilung Elektronisches Rechnen im Bauwesen.
Die Venia legendi für das Fach Mechanik erwarb er im Jahre 1972 mit einer Habilitationsschrift über verallgemeinerte  Variationsverfahren zur Berechnung von Grund- und Sickerwasserströmungen im SFB 79. In 1987 erfolgte die Erweiterung auf das Fach Angewandte Informatik im Konstruktiven Ingenieurbau, ebenfalls an der Universität Hannover. Seit 1990 ist er Mitglied der Gesellschaft für Informatik.
1974/75 absolvierte er als Stipendiat der VolkswagenStiftung einen Forschungsaufenthalt als Gastprofessor an der University of California in Berkeley bei Ray W. Clough, Robert L.Taylor und Klaus-Jürgen Bathe im Bereich Computational Mechanics. Im Jahre 1985/86 wurde er von der Japanese Society for the Promotion of Science als Gastprofessor zu einem Forschungsaufenthalt in Computational Fluid Dynamics an der Chuo University in Tokyo bei Mutsuto Kawahara und Kazuo Kashiyama eingeladen.
Als Universitätsdozent und im Amt als Universitätsprofessor für Mechanik war er, auch schon als Wissenschaftlicher Assistent und Oberingenieur, Mitglied des Instituts für Strömungsmechanik und Elektronisches Rechnen im Bauwesen (1968–1980) der Gottfried Wilhelm Leibniz Universität  Hannover. Im Jahre 1980 wechselte er dann zum Institut für Baumechanik und Numerische Mechanik, wo damit sein Kollege Erwin Stein die traditionelle Bezeichnung Baumechanik um den Bereich der Numerik erweitern ließ. In Kooperation mit dem Institut für Statik erfolgte unter Meißners Leitung die Einrichtung eines gemeinsamen Rechenzentrums mit einem leistungsfähigen PR1ME Multi-User-Computer und vernetzten Arbeitsplätzen zur intensiven Weiterentwicklung der numerischen Methoden.
Seit 1980 führt Meißner die geschützte Berufsbezeichnung Beratender Ingenieur für Bauwesen und Angewandte Informatik, die ihm von der Ingenieurkammer Niedersachsen verliehen wurde. Dort ist er auch als freiwilliges Mitglied und bauvorlageberechtigter Entwurfsverfasser gelistet.
Im Jahre 1982 gründete er im Fachbereich Bauingenieur- und Vermessungswesen, zusammen mit seinem Kollegen Kurt Lecher, das berufsbegleitende „Weiterbildende Studium Bauingenieurwesen (WBBau)“ als Fernstudiengang der Universität Hannover, das den Abschluss Master of Science (M.Sc.) einführte, und leitete den Studienschwerpunkt „Numerische Methoden und Datenverarbeitung im Konstruktiven Ingenieurbau“. Dieses innovative Fernstudium mit Präsenzphasen zur qualifizierenden Weiterbildung von Teilnehmern aus der Berufspraxis des Bauwesens wurde im Rahmen zweier Modellversuche des Bundesministers für Bildung und Wissenschaft und des Niedersächsischen Ministers für Wissenschaft und Kunst, sowie in einem Forschungsvorhaben des Bundesministers für Forschung und Technologie während der Jahre 1982 bis 1990 entwickelt und nachhaltig gefördert.
Nach der Erprobungsphase wurde es schließlich an der Universität Hannover institutionalisiert.
Mittels der im WBBau gewonnenen Ressourcen und der erprobten praxisrelevanten Studieninhalte wurde dann 1993 im Fachbereich Bauingenieur- und Vermessungswesen das Institut für Bauinformatik gegründet. Mit der Berufung von Rudolf Damrath erfolgte  daraufhin konsequenterweise auch die Einführung des neuen Studiengangs „Angewandte Informatik im Bauingenieurwesen“, der in einem EU-Verbundprojekt gemeinsam mit der TU Darmstadt unter Beteiligung von Meißner und der FH Nordostniedersachsen Suderburg unter der Federführung von Günter Nitsche in der Zeit 1996–2000 erfolgreich erprobt wurde.
Meißner wurde im Jahre 1990 an die Technische Universität Darmstadt berufen und gründete dort als Nachfolger von Heinz Schwarz das Institut für Numerische Methoden und Informatik im Bauwesen. 1994/95 bekleidete er das Amt des Dekans des Fachbereichs Bauingenieurwesen und Geodäsie, und in der Zeit von 2002 bis 2005 war er Vorsitzender bzw. stellvertretender Vorsitzender des Fakultätentags für Bauingenieur- und Vermessungswesen.
Zusammen mit Peter Wriggers initiierte er ein Gemeinschaftsprojekt der DFG für die „Berechnungs- und Entwurfsprozessen im Bau  und Maschinenwesen auf massiv parallelen Rechnersystemen“, für das speziell ein Transputer-System und ein MIMD-Parallelrechner von Parsytec beschafft und eingesetzt wurden.
Erfolgreich wurde dabei auch das parallele Rechnen mit der Gebietszerlegung der finiten Elemente in einem herkömmlichen PC-Grid-System untersucht.
In der Habilitation von Lutz Lämmer
ist die Effizienzsteigerung der numerischen Methoden durch die Nutzung dieser neuen Technologien dokumentiert.
Um die Entwicklung voranzutreiben, wurde aufgrund dieser Erkenntnisse in der Folge das „Darmstädter Zentrum für wissenschaftliches Rechnen“ (DZWR) fachbereichsübergreifend und in Kooperation mit dem Hochschulrechenzentrum (HRZ) gegründet.
Von 1994 bis 1997 wurde der DFG-Schwerpunkt 694 „Objektorientierte Modellierung in Planung und Konstruktion“ unter der Koordination von Dietrich Hartmann durchgeführt, an dem auch mehrere Teilprojekte  der TU Darmstadt beteiligt waren.
Hier wurden die wissenschaftlichen Grundlagen für die Modellierung von Systemen der gebauten Infrastruktur durch Digitale Zwillinge gelegt, die inzwischen in digitalen Netzen für die standortübergreifende Kooperation genutzt werden.
Diese Entwicklung wurde von 2000 bis 2006 fortgesetzt durch den anschließenden DFG-Schwerpunkt 1103 „Vernetzt-kooperative Planungsmethoden im Konstruktiven Ingenieurbau“, dessen Koordination gemeinsam bei Udo F. Meißner und Uwe Rüppel lag.
Hier wurden die Voraussetzungen und neue Methoden untersucht, um die standort- und organisationsübergreifende Kooperation für die im Bauwesen der an der Planung Beteiligten mittels digitaler Vernetzung konsistent zu organisieren.
Im Zusammenhang dieser Aktivitäten entstanden am Institut für Numerische Methoden und Informatik im Bauwesen zahlreiche Promotionen und weitere Forschungsaktivitäten, die in Kooperation der beteiligten Mitarbeiter und der Kollegen Ioan David, Lutz Lämmer, Bernd Möller und Uwe Rüppel entstanden sind.
In Anerkennung seiner wissenschaftlichen Leistungen und in Würdigung der Verdienste auf dem Gebiet der Bauinformatik wurde ihm im Jahre 2004 von der Bauhaus-Universität Weimar, auch in Wertschätzung der langjährigen fördernden Zusammenarbeit, die Würde Dr.-Ing. E.h. verliehen.
Seit 2010 ist er Mitglied der Nordrhein-Westfälische Akademie der Wissenschaften und der Künste  zu Düsseldorf.
Als Beratender Ingenieur wurde Meißner ab dem Jahre 2003 wiederholt bis 2018 als Präsident der Ingenieurkammer Hessen gewählt. Während dieser Zeit wurden die Ingenieur-Akademie Hessen und die Studienstiftung Hessischer Ingenieure gegründet. Als erstes Bundesland führte Hessen im Jahre 2015 die geschützten Berufsbezeichnungen Fachingenieurin/Fachingenieur für die Berufsbereiche Bau- und Planungswesen, Geodäsie und Umweltingenieurwesen gesetzlich ein. Für sein berufspolitisches Engagement wurde er im Jahre 2019 mit der Ehrenmedaille der Bundesingenieurkammer ausgezeichnet. Seit 2021 ist Meißner Ehrenpräsident der Ingenieurkammer Hessen.
Für sein außerordentliches Engagement um den Berufsstand der Ingenieurinnen und Ingenieure, insbesondere auch im europäischen Kontext, wurde ihm im Jahre 2021 vom Bundespräsidenten das Verdienstkreuz 1. Klasse des Verdienstorden der Bundesrepublik Deutschland verliehen.

## Auszeichnungen
- Ehrendoktor Dr.-Ing. E.h. der Bauhaus-Universität Weimar (2004)
- Ehrenmedaille der Bundesingenieurkammer Berlin (2019)
- Verdienstkreuz 1. Klasse des Verdienstordens der Bundesrepublik Deutschland (2021)
- Ehrenpräsident der Ingenieurkammer Hessen (2021)

## Schriften
- Literatur von und über Udo F. Meißner im Katalog der Deutschen Nationalbibliothek
- Bibliographien bei der TU Darmstadt
- Schriften bei der TU Darmstadt

- Die Berechnung ebener und räumlicher Grund- und Sickerwasserströmungen mit verallgemeinerten Variationsverfahren. Mitteilungen des SFB 79 für Wasserforschung im Küstenbereich, Heft 2, TU Hannover (1973)

- Ein übergeordnetes Variationsprinzip für den Fehlerabgleich der Finite-Element-Methode. Technische Mechanik 16, S. 333 (1996)

- mit Menzel A.: Die Methode der finiten Elemente. Springer, Berlin 1989, ISBN 3-540-50162-2

- mit Maurial A. (alias Menzel A.): Die Methode der finiten Elemente – Eine Einführung in die Grundlagen. Springer, Berlin 2000, 2. Auflage, ISBN 978-3-540-67439-9

- Vernetzt-kooperative Planungsprozesse im Konstruktiven Ingenieurbau. DFG-Forschungsbericht (Koordinatoren Udo F. Meißner, Uwe Rüppel), Springer, Berlin 2007, ISBN 978-3-540-68102-1

- mit Rank E., Rüppel U.: Bauinformatik. Handbuch für Bauingenieure, Kap. 1. Springer, Berlin 2002, 2. Auflage 2012, ISBN 978-3642144493

- Tensorkalkül mit objektorientierten Matrizen für numerische Methoden in Mechanik und Ingenieurwissenschaften – Grundlagen und Funktionen für Tensor-/Matrix-Algorithmen der Finite-Elemente-Methode. Springer Vieweg, Wiesbaden 2022, 2. Auflage 2024, ISBN 978-3-658-44938-4